# Plutodes wandamannensis
Plutodes wandamannensis là một loài bướm đêm trong họ Geometridae.